# 小鳍潜鱼
小鳍潜鱼（学名：Carapus parvipinnis）为潜鱼科潜鱼属的鱼类。分布于向东南分布到社会群岛、向西南达印度洋南部毛里求斯岛以及西沙群岛及台湾附近小琉球岛珊瑚礁区等，属于西太平洋—印度洋热带海参体内的中小型海鱼。